# العلاقات التشيلية السلوفاكية
العلاقات التشيلية السلوفاكية هي العلاقات الثنائية التي تجمع بين تشيلي وسلوفاكيا.

## مقارنة بين البلدين
هذه مقارنة عامة ومرجعية للدولتين:
| وجه المقارنة                                              | تشيلي                         | سلوفاكيا                                                       |
| --------------------------------------------------------- | ----------------------------- | -------------------------------------------------------------- |
| المساحة (كم2)                                             | 756.10 ألف                    | 49.03 ألف                                                      |
| عدد السكان (نسمة)                                         | 17.37 مليون                   | 5.44 مليون                                                     |
| الكثافة السكانية (ن./كم²)                                 | 22.97                         | 110.95                                                         |
| العاصمة                                                   | سانتياغو                      | براتيسلافا                                                     |
| اللغة الرسمية                                             | اللغة الإسبانية               | اللغة السلوفاكية                                               |
| العملة                                                    | بيزو تشيلي، وحدة حساب تشيلية ‏ | كرونة سلوفاكية، يورو                                           |
| الناتج المحلي الإجمالي (بليون دولار)                      | 277.08 مليار                  | 95.77 مليار                                                    |
| الناتج المحلي الإجمالي (تعادل القوة الشرائية) بليون دولار | 419.39 مليار                  | 162.34 مليار                                                   |
| الناتج المحلي الإجمالي الاسمي للفرد دولار أمريكي          | 13.42 ألف                     | 16.09 ألف                                                      |
| الناتج المحلي الإجمالي للفرد دولار أمريكي                 | 22.07 ألف                     | 30.46 ألف                                                      |
| مؤشر التنمية البشرية                                      | 0.832                         | 0.844                                                          |
| رمز المكالمات الدولي                                      | +56                           | +421                                                           |
| رمز الإنترنت                                              | .cl                           | .sk                                                            |
| المنطقة الزمنية                                           | 00، 00، 00، 00                | توقيت وسط أوروبا، ت ع م+01:00، ت ع م+02:00، أوروبا/براتيسلافا ‏ |

## منظمات دولية مشتركة
يشترك البلدان في عضوية مجموعة من المنظمات الدولية، منها:
| علم المنظمة | اسم المنظمة                               | تاريخ انضمام تشيلي | تاريخ انضمام سلوفاكيا |
| ----------- | ----------------------------------------- | ------------------ | --------------------- |
|             | مؤسسة التنمية الدولية                     | 30 ديسمبر 1960     | 1993                  |
|             | يونسكو                                    | 7 يوليو 1953       | 9 فبراير 1993         |
|             | وكالة ضمان الاستثمار متعدد الأطراف        | 12 أبريل 1988      | 1993                  |
|             | منظمة التعاون الاقتصادي والتنمية          | ?                  | ?                     |
|             | الأمم المتحدة                             | 24 أكتوبر 1945     | 19 يناير 1993         |
|             | الفريق المعني برصد الأرض                  | ?                  | ?                     |
|             | الاتحاد البريدي العالمي                   | ?                  | ?                     |
|             | البنك الدولي للإنشاء والتعمير             | 31 ديسمبر 1945     | 1993                  |
|             | الاتحاد الدولي للاتصالات                  | 1908               | 23 فبراير 1993        |
|             | منظمة حظر الأسلحة الكيميائية              | ?                  | ?                     |
|             | مؤسسة التمويل الدولية                     | 15 أبريل 1957      | 1993                  |
|             | المركز الدولي لتسوية المنازعات الاستشارية | 24 أكتوبر 1991     | 26 يونيو 1994         |
|             | منظمة التجارة العالمية                    | ?                  | ?                     |
|             | منظمة الشرطة الجنائية الدولية             | ?                  | ?                     |

## وصلات خارجية
- موقع وزارة الخارجية التشيلية
- موقع وزارة الخارجية السلوفاكية